# Roberto Ciotti
Roberto Ciotti (né le 20 février 1953 à Rome et mort le 31 décembre 2013  dans la même ville) est un bluesman, guitariste et auteur-compositeur italien,.